# آل معتوب (جبل)
جبل آل معتوب؛ هو أحد أطول الجبال في محافظة الداير بني مالك شرق منطقة جازان في جنوب المملكة العربية السعودية.

## الزراعة
تزرع على سفوح الجبل حقول زراعية لعشرات الأصناف الزراعية ومن أهمها الموز والبن الخولاني السعودي حيث تشتهر المنطقة بزراعته .

## المواقع الأثرية
يحوي الجبل العديد من الحصون الأثرية والتي كانت مسكن للعديد من القبائل العربية . 

## معرض الصور

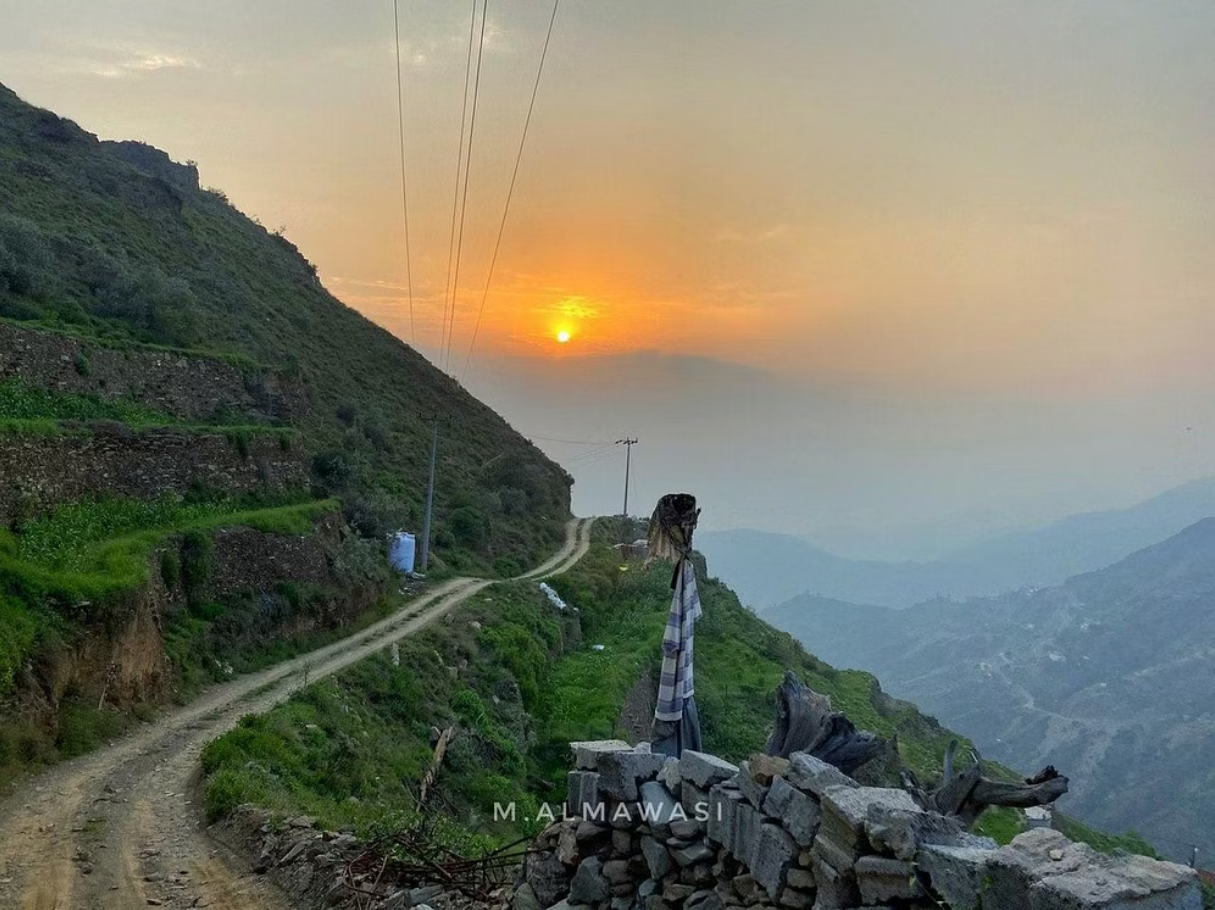
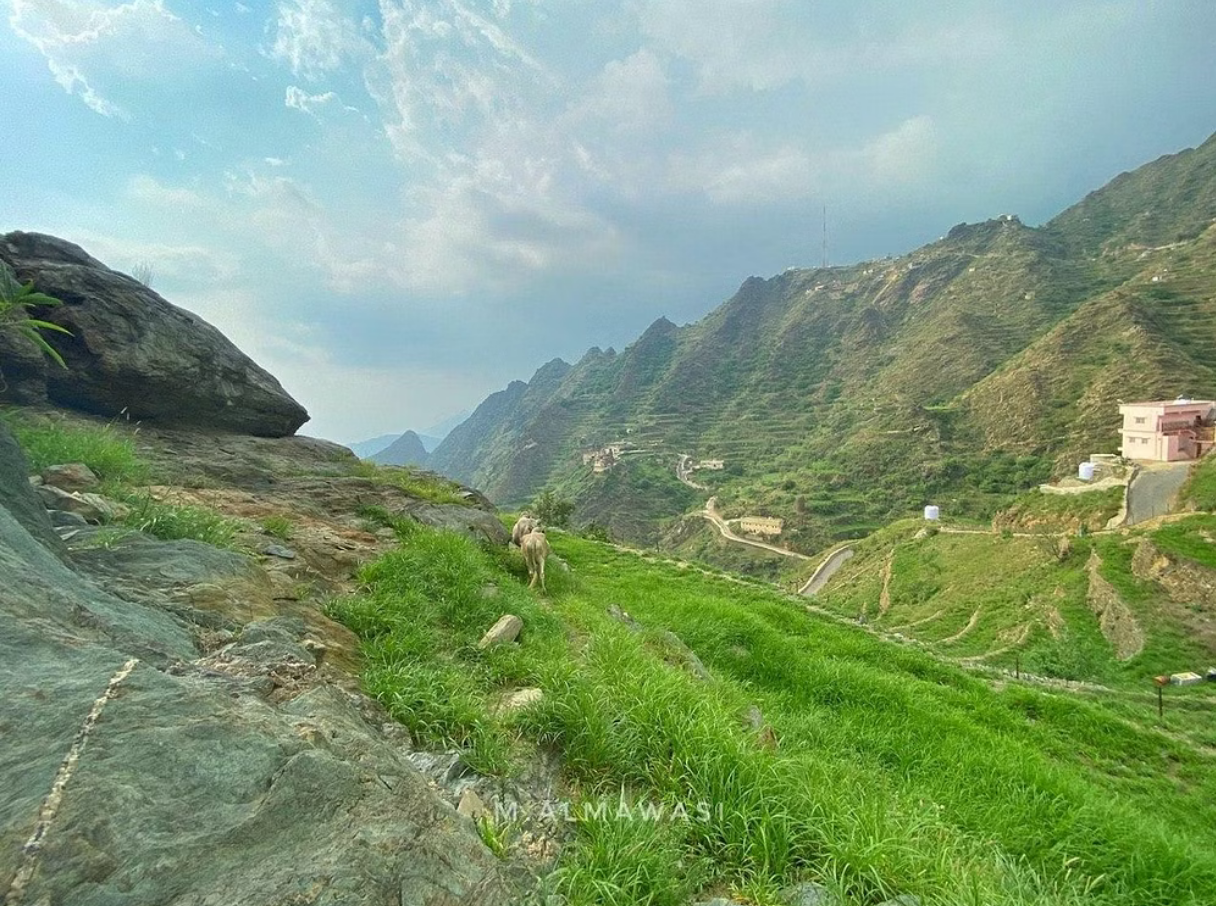